# Lampanyctus vadulus
Lampanyctus vadulus är en fiskart som beskrevs av Hulley, 1981. Lampanyctus vadulus ingår i släktet Lampanyctus och familjen prickfiskar. Inga underarter finns listade i Catalogue of Life.